# Katzbach (Sallabach)
Der Katzbach, im Oberlauf auch als Schrottwinkelbach bezeichnet, ist ein rund 7,8 Kilometer langer Bach im Gebiet der Marktgemeinde Maria Lankowitz und der Stadtgemeinde Köflach im Bezirk Voitsberg in der Weststeiermark. Er entspringt an einem Hang des zwischen der Turneralm im Südwesten und dem Terenbachkogel im Nordosten verlaufenden Höhenzugs. Fast sein gesamter Verlauf bildet die Grenze zwischen den beiden geologischen Einheiten der Stub- und der Gleinalpe, ehe er von links kommend bei der Katzbachbrücke der Gaberl Straße in den Sallabach mündet.

## Verlauf
Der Katzbach entspringt als Schrottwinkelbach in einem Waldgebiet am südöstlichen Hang des zwischen der Turneralm im Südwesten und dem Terenbachkogel im Nordosten verlaufenden Höhenzugs auf etwa 1376 m ü. A. Er fließt anfangs nach Südosten und biegt nach rund 300 Metern auf einen Ostkurs. Auf diesem Kurs bleibt er für etwa 300 Meter, ehe er wieder nach Südosten schwenkt. Nach etwas mehr als einem halben Kilometer ändert der Bach seinen Lauf noch einmal in östliche Richtung. Nach weiteren 300 Metern ändert der Schrottwinkelbach noch einmal seinen Kurs, diesmal nach Südsüdost, wobei er bis zu seiner Mündung auf diesem Kurs bleibt.
Der Schrottwinkelbach fließt dabei an der Streusiedlung Scherzberg vorbei. Kurz nach dem Dambauer genannten Bauernhof mündet der von links kommende Klausbach im Schrottwinkelbach, der ab da als Katzbach bezeichnet wird. Beim Wirtshaus Katzbachbrücke unterquert der Katzbach die Gaberl Straße und mündet etwa 15 Meter südlich der Katzbachbrücke in den Sallabach.
Der Katzbach markiert ab etwa seinem Mittellauf zwischen den beiden Schindler und Dambauer genannten Bauernhöfen die Gemeindegrenze zwischen Maria Lankowitz im Westen und Köflach im Osten. Des Weiteren stellt fast der gesamte Lauf des Katzbachs den Grenzverlauf zwischen den beiden geologischen Einheiten der Stubalpe im Westen und der Gleinalpe im Osten dar.
Der Katzbach durchfließt auf seiner gesamten Länge einen als Katzbachgraben bekannten Graben, der im Westen von der Turneralm und dem Kreuzeck sowie im Norden und Osten vom Terenbachkogel und dem Wetterkogel und deren Ausläufern gebildet wird.

## Nebenflüsse
| Zuläufe und Bauwerke \| Katzbach \| Katzbach \| Katzbach \| Katzbach \| Katzbach \| \| --------- \| ------------------------------ \| -------- \| ----------------------------- \| -------- \| \| Legende \| \| \| \| \| \| \| Maria Lankowitz \| \| Maria Lankowitz \| \| \| \| \| \| \| \| \| \| Westlicher Schrottergrabenbach \| \| \| \| \| \| \| \| Östlicher Schrottergrabenbach \| \| \| \| Maria Lankowitz \| \| Köflach \| \| \| \| \| \| Bühelbach \| \| \| \| Klausbach \| \| \| \| \| \| Scherzbach \| \| \| \| \| \| \| \| Ehrenbauerbach \| \| \| \| Kaltes Wasser \| \| \| \| \| \| \| \| Hatzlbach \| \| \| \| \| \| Paradambach \| \| \| \| Gaberl Straße \| \| \| \| \| Sallabach \| \| \| \| \| |                                |  |                               |  |
| Katzbach |                                |  |                               |  |
| Legende |                                |  |                               |  |
| | Maria Lankowitz                |  | Maria Lankowitz               |  |
| |                                |  |                               |  |
| | Westlicher Schrottergrabenbach |  |                               |  |
| |                                |  | Östlicher Schrottergrabenbach |  |
| | Maria Lankowitz                |  | Köflach                       |  |
| |                                |  | Bühelbach                     |  |
| | Klausbach                      |  |                               |  |
| | Scherzbach                     |  |                               |  |
| |                                |  | Ehrenbauerbach                |  |
| | Kaltes Wasser                  |  |                               |  |
| |                                |  | Hatzlbach                     |  |
| |                                |  | Paradambach                   |  |
| | Gaberl Straße                  |  |                               |  |
| Sallabach |                                |  |                               |  |